# ゼノン (エレア派)

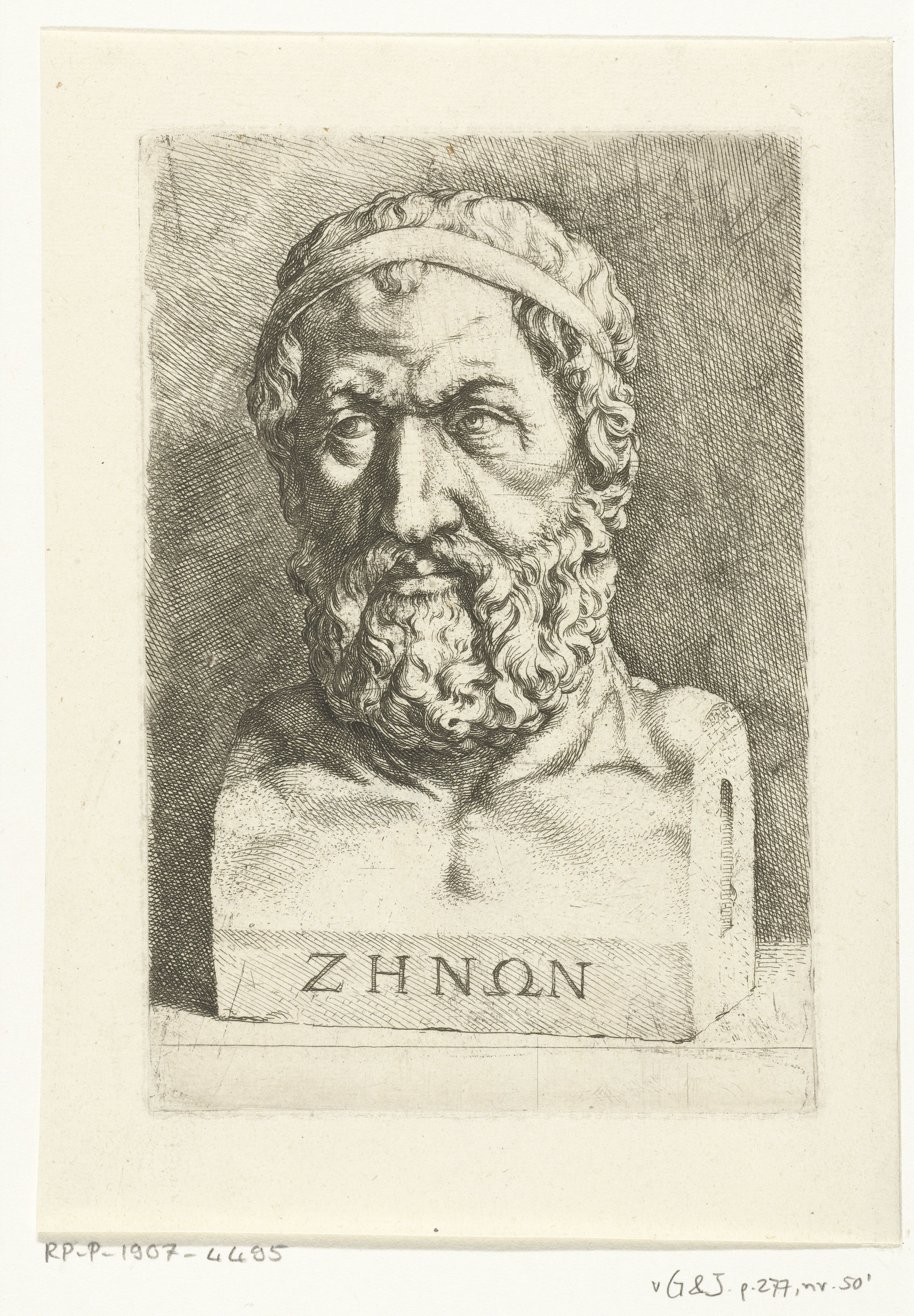
ゼノン（エレア派）

エレアのゼノン（希: Ζήνων Έλεάτης、羅: Zeno Eleates、英: Zeno of Elea、仏: Zénon d'Élée、独: Zenon von Elea、 紀元前490年頃 - 紀元前430年頃）は、古代ギリシアの自然哲学者で、南イタリアの小都市エレアの人。ゼノンのパラドックスを唱えたことで有名。

## 生涯
テレウタゴラスの子として生まれたが、養子縁組によって哲学者パルメニデスの子となった。それより生涯、パルメニデスの弟子であり、同時に愛人でもあったという。
エレアを愛していたため、学問の中心であるアテナイには移住せず、生涯を祖国で過ごした。
政治活動家として命を落とした。そのころエレアを支配していた僭主ネアルコス（一説によればディオメドン）を打倒しようとしてかえって捕まえられ、刑死させられたという。一説によれば、同志や武器の輸送について尋問されたときに、僭主に猜疑心を起こそうと謀って、同志として僭主の友人の名を挙げた。その後、さらに打ち明け話があるふりをして僭主に近づき、その耳（あるいは鼻）に噛みついて、刺し殺されるまで離さなかった。また別の一説によれば、他に共犯者がいるかとの僭主の問いに対して「国家に仇をなすあなたこそ、反乱の首謀者である」と言い放ち、自分の舌を噛み切って相手に吐きかけた。そこで市民たちは奮い立って、僭主に石を投げつけて殺してしまった。またある別の一説によれば、ゼノンは石臼の中に投げ込まれて打ち殺された。
プラトンの対話篇『パルメニデス』に、師パルメニデスやソクラテスと一緒に登場させられた。ソクラテスやペリクレスもゼノンの講義を聴いたことがあるとされている。そのほか、プラトンは、ギリシア神話の知将パラメーデースになぞらえて、彼を「エレアのパラメーデース」として言及した。また、アリストテレスによって「弁証法、問答法 (dialektike)」の創始者と呼ばれた。

## 学説
アリストテレスによれば、質疑応答により知識を探求する方法（弁証法）は、このゼノンによって初めて発見（発明）された。
彼の論法は、もし存在が多であるならば、それは有限であると共に無限であるというような矛盾した結論を、相手方の主張を前提とすることから導き出して、これを反駁するところに特色がある。これらの論証は、パルメニデスの唯一不動の存在の考えを弁護する立場からなされている。この一と多の関係についての議論のなかから、有名なゼノンのパラドックスが提示された。運動不可能を論じた「アキレウスと亀」「飛ぶ矢は動かず」等の論証は有名だが、特に前者はパルメニデスのものであるとも言われる。「実在するものが世界のすべてであり、変化も運動も存在しない」。これこそゼノンがパルメニデスから継承した命題であり、レウキッポスに影響を与えた。
ゼノンの世界観とは、以下のとおりであったという。いくつかの世界が存在しており、空虚（虚空間）は存在しない。万物の本質は温・冷・乾・湿の諸要素からできており、そしてこれらは相互に変化するものである。人間は大地から生まれたものであり、魂は先ほどの4つの要素が混合したものであるが、その際、それらの要素のどれ一つも優位を占めない状態にある。